# Javier Retamozo
Javier Retamozo (Buenos Aires, 13 de febrero de 1972) es un músico y teclista de heavy metal y hard rock de Argentina

## Historia
Comienza su carrera en la banda de Hard Rock LZ2, liderada por el guitarrista Martín Knye, en el año 1988. Luego integra Reaktor, banda de rock con la que graba su primer disco "Reaktor", en 1990. Después de tres años deja las filas de Reaktor para sumarse a Rata Blanca, en 1993. 
A lo largo de cinco años, graba los discos “Entre el cielo y el infierno" y "Rata Blanca VII", siendo el primero grabado en España, durante una gira internacional que abarcaría EEUU, México, Portugal, Perú, Brasil... y compartiendo escenarios con bandas como AC/DC, Megadeth, Ozzy Osbourne, Faith No More, etc. En 1995 y 1996, es elegido como el mejor teclista del ámbito local, en la encuesta anual de la revista Madhouse. Luego de la separación de Rata Blanca, a fines de 1997, forma parte de "Rivendel", banda de versiones de Queen. 
En 2003 es convocado por Guillermo Sánchez (bajista de Rata Blanca) para formar parte de un nuevo proyecto: Mala Medicina. 
Ese mismo año arma Perpendicular, (banda tributo a Deep Purple ganadora del Primer Premio del Concurso de Bandas Cover años organizado por el Cavern Club de Buenos Aires, en diciembre de 2008).
En diciembre de 2007 forma parte de la banda con la que se presenta Graham Bonnet en Buenos Aires.
A partir de 2009 comienza a presentarse como tecladista invitado de IAN (banda del cantante Mario Ian) en la mayoría de sus shows en vivo. 
En 2010 es convocado para integrar otra legendaria banda del Hard Rock argentino: Alakrán. Junto con Gabriel Marian excantante de Rata Blanca tiene una banda de versiones llamada Crossroads.En abril de 2016 se integra a gira de Walter Giardino Temple junto con Joe Lynn Turner y en 2017 recorre Sudamérica y Europa con Temple, esta vez con Ronnie Romero, actual vocalista de Rainbow.
Actualmente integra el Personal de Profesores en la EMBA (Escuela de Música de Buenos Aires) como profesor de Ensamble de Género Hard Rock. 

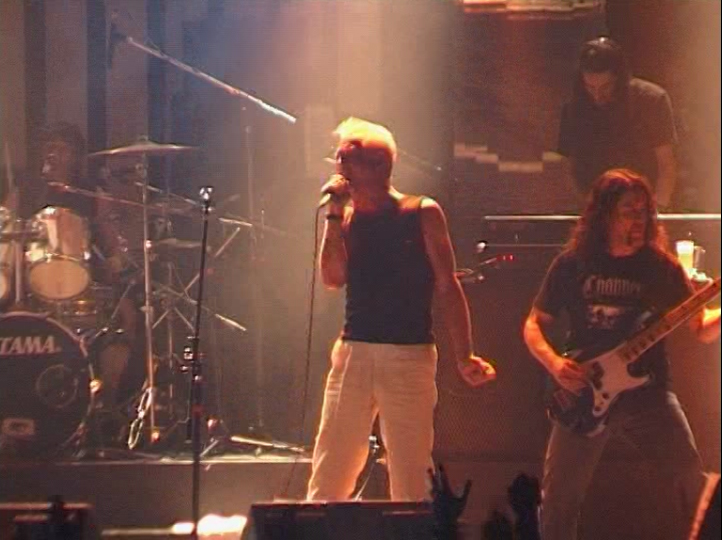
Javier Retamozo (arriba derecha) tocando junto a Graham Bonnet, Buenos Aires, diciembre de 2007.

## Discografía

### Con Reaktor
- Reaktor - 1992

### Con Rata Blanca
- Entre el cielo y el infierno - 1994
- Rata Blanca VII - 1997

### Con Mala Medicina
- Mala Medicina – 2004
- A Pura Sangre - 2007

### Con Alakrán
- Veneno Vivo - 2011

### Como invitado
- La Grieta - O'Connor - 2016